# Torsten Wasastjerna
Torsten Gideon Wasastjerna, född 17 december 1863 i Helsingfors, död där 1 juli 1924, var en finländsk målare. Han var bror till Nils Wasastjerna.
Wasastjerna blev student 1883, studerade vid Finska konstföreningens ritskola, vid Helsingfors universitets ritsal för Adolf von Becker, 1885–1888 i Düsseldorf och därefter fyra vintrar i Paris. Under vistelsen i Paris målade han ett antal koloristiskt förnämliga landskap och figurbilder, till exempel Franska strykerskor (1889, Ateneum), som visar tydlig påverkan från impressionismen. Från samma tid härstammar Från Luxembourg-trädgården och Place de la Concorde (1890). Då symbolismen på 1890-talet började vinna terräng började han måla stora kompositioner med sagomotiv, dock utan att tillägna sig symbolismens förenklade bildspråk. Hans senare stilmässigt varierande produktion omfattar även grafik, pasteller och ett antal porträtt. Han utgav bland annat en diktsamling, ett skådespel samt den polemiska skriften Konstens vänner och fiender (1902).